# 12e armée (Royaume-Uni)
Pour les articles homonymes, voir 12e armée.
 (mars 2018).
Si vous disposez d'ouvrages ou d'articles de référence ou si vous connaissez des sites web de qualité traitant du thème abordé ici, merci de compléter l'article en donnant les références utiles à sa vérifiabilité et en les liant à la section « Notes et références ».
La 12e Armée est une formation de l'Armée britannique qui a existé pendant la Seconde Guerre mondiale.

## Historique
L'armée est créée en 1943 et dissout en 1945 à Myanmar.
Les services secrets britanniques Special Operations Executive, créé artificiellement la 12e armée en 1943 après l'Opération Husky afin de faire croire à la Wehrmacht que leur principal effort est de débarquer la Sicile. Ils ont tenter de faire croire que la 12e armée devait débarquer en Grèce en ensuite prendre les Balkans. Ils tentèrent de convaincre les Allemands que cette armée possédait douze divisions et se situait en Égypte.
La 12e armée britannique est réellement formée le 28 mai 1945 pour les opérations en Birmanie. Elle remplace le 14e armée (Royaume-Uni) qui prépare l'Opération Dracula Operation Zipper, l'invasion de la Malaisie par l'assaut amphibie, prévu en août 1945.
L'armée est créée en Inde britannique et commandé par le lieutenant-général Sir Montagu Stopford. L'armée était composée du IV Corps (Royaume-Uni) d'armée commandé par le Lieutenant-général Francis Tuker, de la 5e division d'infanterie indienne (Royaume-Uni), la 17e division d'infanterie indienne (Royaume-Uni), la 19e division d'infanterie indienne (Royaume-Uni) et la 255e brigade indienne de chars (Royaume-Uni). Plus la 7e division d'infanterie indienne (Royaume-Uni) et 20e division d'infanterie indienne (Royaume-Uni).

## Commandant de la12earmée
- 1945 : Montagu Stopford